# Stazione di Cedegolo
La stazione di Cedegolo è una stazione ferroviaria della linea Brescia-Iseo-Edolo, posta in località Noce di Sellero, ma a servizio del centro abitato del vicino comune di Cedegolo.

## Storia
La stazione fu aperta al servizio pubblico il 4 luglio 1909 assieme al tronco ferroviario collegante Breno a Edolo.

## Strutture e impianti
Il fabbricato viaggiatori è stato progettato e costruito dalla Società Nazionale Ferrovie e Tramvie (SNFT) secondo lo stile delle stazioni secondarie di seconda classe della ferrovia Iseo-Edolo
Il piazzale è composto dal binario di corsa della linea ferroviaria e da un altro di raddoppio lungo 190 m. Sono presenti due banchine, lunghe rispettivamente 83 m e 59 m, di cui la prima è protetta da una pensilina.
L'impianto era dotato di uno scalo merci, lato Capo di Ponte, ormai dismesso: i binari di scalo sono stati disarmato, mentre il magazzino è stato mantenuto e riconvertito in bar.

## Movimento
Cedegolo è servita dai treni RegioExpress (RE) e regionali (R) Brescia-Edolo, gestiti da Trenord nell'ambito del contratto stipulato con la Regione Lombardia.

## Servizi
- Biglietteria automatica
- Sala d'attesa
- Servizi igienici
- Bar

## Interscambi
- Fermata autobus